# Franz Dreher (Politiker)
Franz Dreher (* 9. März 1898 in Ebingen; † 9. Dezember 1977 in Hechingen) war ein deutscher Politiker (Zentrum, CDU).

## Leben
Franz Dreher arbeitete als Geschäftsführer. Er engagierte sich in der Weimarer Republik in der Zentrumspartei, für die er bei der letzten Wahl 1933 in den Kommunallandtag der Hohenzollernschen Lande gewählt wurde. Bereits zum 31. Dezember 1933 verlor er mit dessen Auflösung sein Mandat wieder. Nach dem Ende des Nationalsozialismus engagierte er sich wieder politisch und trat der CDU bei. Für diese gehörte er 1946/47 der Beratenden Landesversammlung von Württemberg-Hohenzollern und anschließend bis 1952, als Württemberg-Hohenzollern im neugegründeten Land Baden-Württemberg aufging, dem Landtag für Württemberg-Hohenzollern an.  Der baden-württembergische Landtag wählte ihn zum Mitglied der zweiten Bundesversammlung, die 1954 Theodor Heuss als Bundespräsident wiederwählte.